# Natuurvriendenhuis De Hondsrug

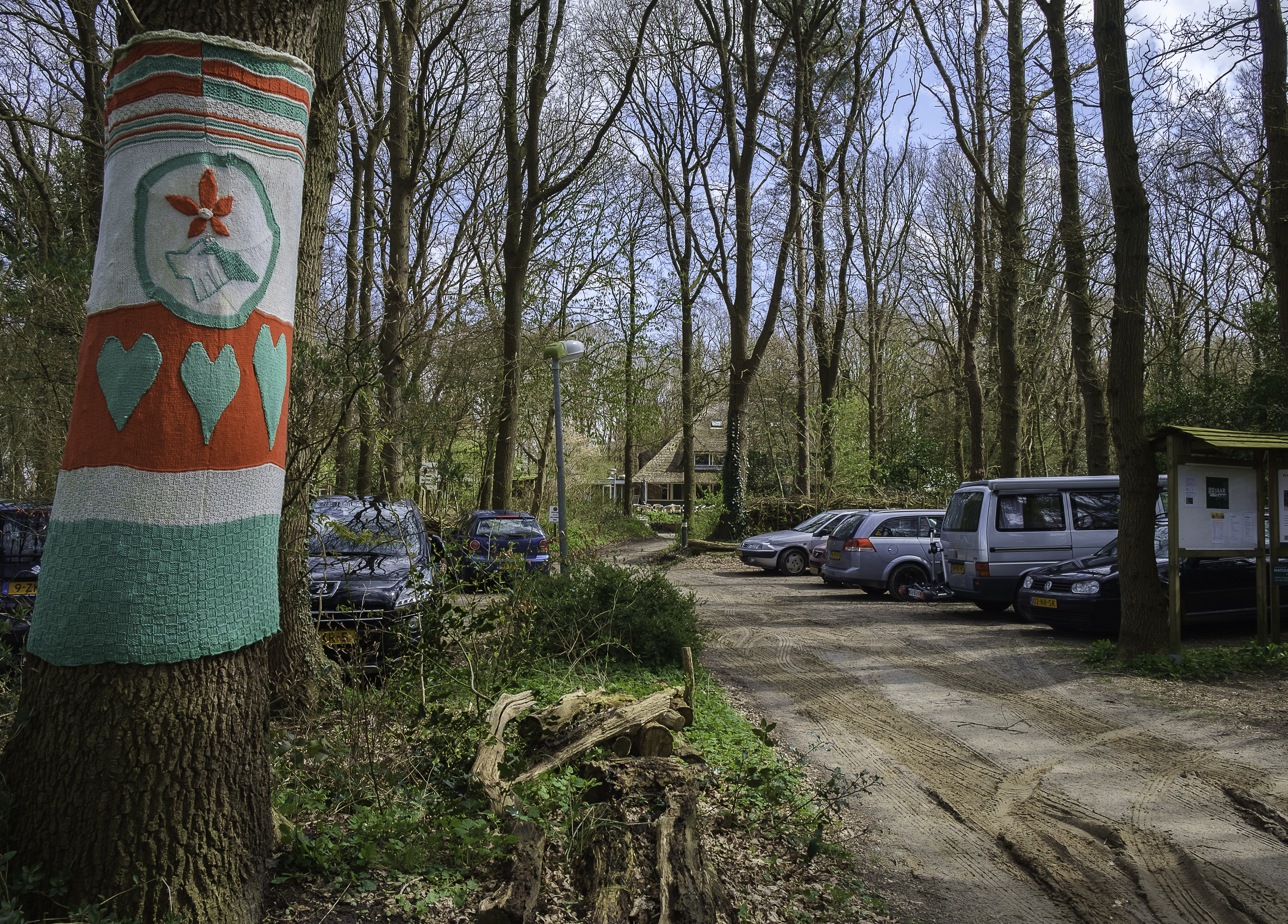
Ingang naar natuurvriendenhuis de Hondsrug

Het natuurvriendenhuis De Hondsrug is een verblijfsaccommodatie van Nivon gelegen aan de oostelijke rand van het Noordlaarderbos, aan de Duinweg 6 van Noordlaren in de Nederlandse provincie Groningen. Het is vernoemd naar de Hondsrug waarop het gelegen is. Bij het pand bevindt zich een klein natuurkampeerterrein met 11 plekken. Tot 2009 was het gebouw alleen toegankelijk voor Nivon-leden. Sindsdien mogen ook anderen het gebouw betreden.

## Geschiedenis
Het natuurvriendenhuis heeft haar oorsprong in de arbeidersbeweging. Noordlaren was begin 20e eeuw populair bij jonge arbeiders. Zo werd er vanaf 1928 door de Arbeiders Jeugd Centrale (A.J.C.) een jaarlijks kamp opgezet bij Noordlaren om de zonnewende te vieren, waar 250 mensen aan deelnamen. In 1932 was er reeds sprake van een kampeerterrein van de A.J.C..
Na een paar jaar werd door het socialistische 'Instituut voor Arbeidersontwikkeling' (IvAO; een voorloper van de Nivon) het plan opgevat om een natuurvriendenhuis te bouwen op een heuveltop van de Hondsrug bij het bos. Voor de uitvoering werd de 'Stichting tot Exploitatie, Onderhoud en Beheer van Natuurvriendenhuizen en Kampeerterreinen in Nederland' ingezet. Na een aantal inzamelingsacties werd de grond aangekocht van boer Lucas Hoenderken uit Noordlaren. Om geld in te zamelen voor het huis werd een maquette gemaakt van het huis, waarvan een ansichtkaart werd gemaakt om zo donateurs en indruk te geven van het toekomstige gebouw. De uiteindelijke bouw werd mogelijk gemaakt door een schenking van 1000 gulden van SDAP-gedeputeerde Abraham van Geuns. Vervolgens werd met behulp van vele werkloze arbeiders (SDAP-leden) uit met name Groningen en Hoogezand die als vrijwilligers meehielpen in samenwerking met de Groninger Coöperatieve Bouwonderneming tussen 1933 en 1934 natuurvriendenhuis De Hondsrug gebouwd. Het gebouw werd mede ontworpen door architect Pieter Derk Tulp. Met haar rieten dak kreeg het huis het aanzien van een villa. De reden hiervoor was dat de bestuurders van die tijd vonden dat het 'arbeidershuis' niet van de huizen van de gegoede burgerij moest te onderscheiden zijn.
In 1935 werd bij het huis een 'VARA Zomerfeest' gehouden waarop ongeveer 7000 mensen afkwamen.
In 1937 werd in het natuurvriendenhuis natuurhistorisch museum d' Hoagedoorn (Gronings voor "meidoorn") ingericht, dat in 1938 werd geopend. Hiervoor werd het bestaande poortgebouw gesloopt. In het natuurhistorisch museum (later natuurmuseum) stond de regionale natuur centraal: Er werden zwerfstenen, mineralen, fossielen en schelpen getoond uit de streek. Daarnaast werden er over de tijd verschillende wisselexposities ingericht met diorama's.
Tijdens de Tweede Wereldoorlog vormde het natuurvriendenhuis aanvankelijk onderdeel van het met de bezetters collaborerende Nederlands Verbond van Vakverenigingen, om in 1941 in handen te komen van de Weerbaarheidsafdeling van de NSB. In 1943 werd er een 'vormingschool' gehouden door de eveneens nationaalsocialistische Nederlandsche Volksdienst voor Groningen en Drenthe. Na de oorlog kwam het tijdens de oorlog beschadigde en totaal leeggeplunderde natuurvriendenhuis weer in handen van de IvAO.
In 1947 vonden er in samenwerking met de christelijke Veenhorst uit Midlaren samenkomsten plaats van de Woodbrookers (zie ook Doorbraak). In 1959 ging de IvAO op in de Nivon.
In 1965 werd een slaapvleugel aangebouwd aan het natuurvriendenhuis. In 1981 werd (inmiddels) natuurmuseum d' Hoagedoorn omgevormd tot een permanente tentoonstelling, waarbij de aandacht meer werd gericht op het landschap, de natuur en het milieu in de directe omgeving. In 1989 werd het museum nog een laatste keer uitgebreid. In 1999 werd het natuurmuseum echter na 61 jaar gesloten. De stenen en mineralen werden naar het Hunebedcentrum in Borger gebracht en de overige inventaris naar het Natuurmuseum Groningen (in 2008 naar het Universiteitsmuseum). Na een aantal jaar van leegstand werd de ruimte van het voormalige natuurmuseum tussen 2010 en 2012 verbouwd en omgevormd tot een groepsruimte.
In 2012 werd bij het gebouw een natuurspeeltuin aangelegd.